# Overland Track

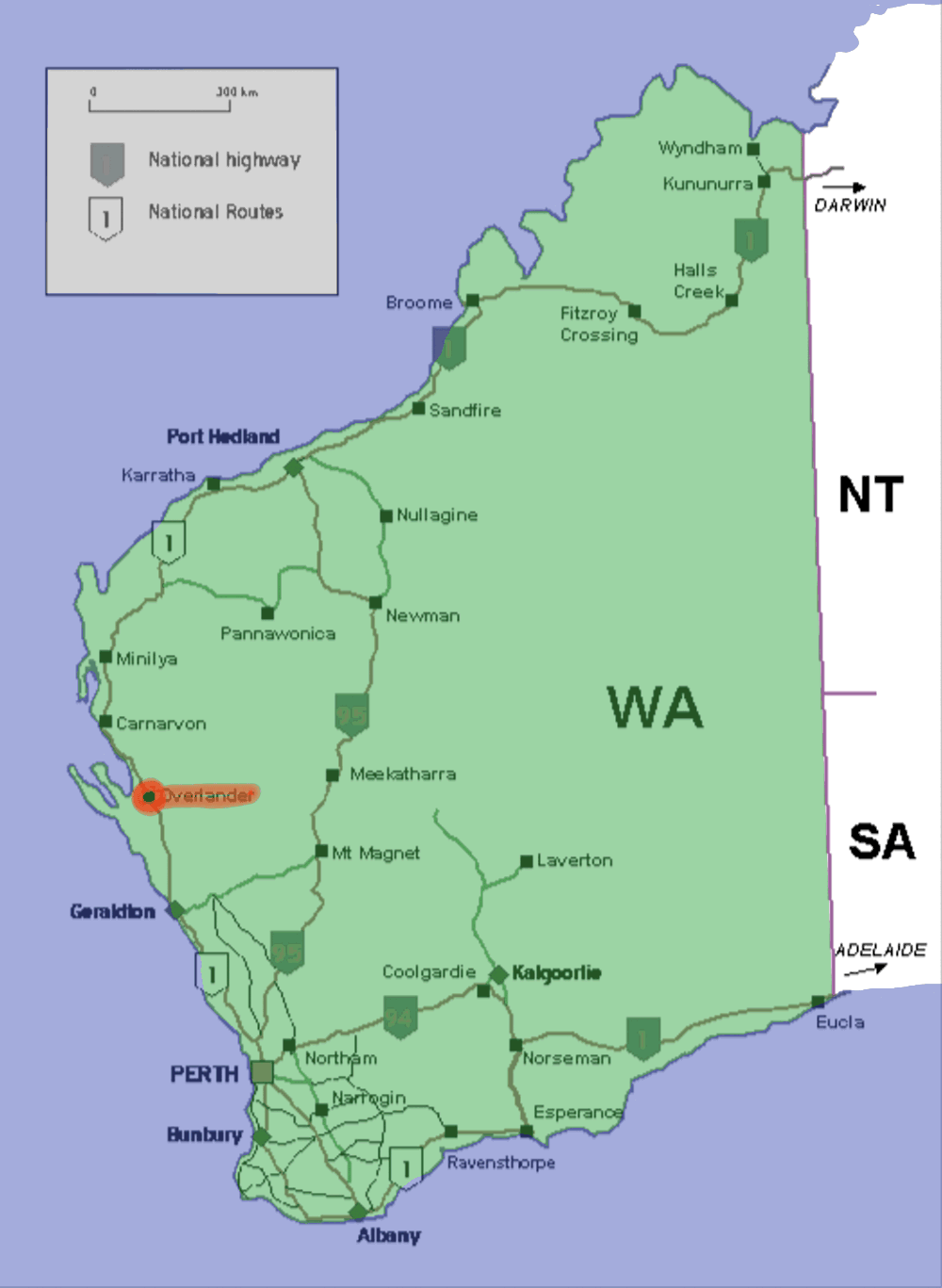
Em vermelho, a localização da trilha

A Overland Track ("Trilha de Overland", em português) é a trilha mais famosa de toda a Austrália.
Situada no Parque Nacional de Cradle Mountain – Tasmânia, ela liga o parque ao lago St. Clair com seus 85 km de trilha pavimentada com tábuas de madeira, visando proteger o ambiente do impacto humano, é conhecida como a trilha que todo australiano jura percorrer pelo menos uma vez na vida The Overland.
São 6 dias de caminhada intensa que são aliviadas pela não necessidade de levar equipamento de camping, pois o parque desfruta de cabanas com água quente em pontos específicos da trilha para os turistas passarem a noite. Estas cabanas podem ser reservadas por meio de agências de turismo locais que administram estas. Estas agências também fornecem guias da região especializados na trilha overland, que acompanham grupos de até 5 pessoas. Estes guias no final do dia também fazem papel de cozinheiros que caem muito bem após os 15 km que serão percorridos em média no dia. 
O último dia da caminhada inclui um passeio dentre uma bela floresta de eucaliptos que leva até o lago St. Clair, o mais belo da região, onde você terá a opção de fazer um passeio de barco que completará a maravilhosa experiência. A melhor época para fazer esta longa caminhada é de outubro a fevereiro e recomenda-se ter pelo menos um pouco de preparo físico para a aventura ser mais prazerosa.